# Akuji the Heartless
Akuji the Heartless ist ein 1998 von Eidos Interactive für die Spielekonsole PlayStation veröffentlichtes Action-Adventure des US-amerikanischen Entwicklerstudios Crystal Dynamics.

## Beschreibung
Der Spieler schlüpft in die Rolle des namensgebenden Akuji (Sprecher: Richard Roundtree), eines Kriegers und Sohn eines Voodoo-Priesters. Akuji wird am Tag seiner Hochzeit ermordet, als er die Tochter eines verfeindeten Stammes zum Friedensschluss heiraten sollte. Dabei wird ihm sein Herz aus dem Leib gerissen und ein Fluch über ihn ausgesprochen, sodass er durch Voodoo-Magie in der Unterwelt wieder zu untoten Leben erwacht. Durch eine Erscheinung seiner Braut Kesho (Jamesetta Bunn) erfährt er, dass sein eigener Bruder Orad den Mordanschlag geplant habe. Sie bittet ihn um Hilfe, da Orad plane, einen Krieg vom Zaun zu brechen und sie den Göttern zu opfern. Bei seiner Reise durch die Unterwelt trifft er auf den Voodoo-Geist Baron Samadi (Petri Hawkins-Byrd), der ihm eine Fluchtmöglichkeit aus dem Jenseits verrät: er muss die verstreuten Seelen seiner Vorfahren in der Unterwelt finden. Damit ihm dies gelingt, muss er zudem die Wächter der verschiedenen Unterweltregionen besiegen.
Der Spieler steuert Akuji aus der Verfolgerperspektive. Das Spielprinzip ist eine Mischung aus Kämpfen, Sprung-Geschicklichkeitseinlagen und einfachen Schalterrätseln. Als Waffen kann Akuji im Nahkampf seine Klauenhände einsetzen, daneben kann er Zauber wirken.
Das Entwicklerteam nutzte für das Spiel eine Weiterentwicklung der Engine von Gex 3D: Enter the Gecko.

## Rezeption
Das Spiel erhielt gemischte Bewertungen.

„Atmosphärisch dichter und phantasievoller Jump´n´Run-Trip durch die Voodoo-Hölle: Trotz 13 Levels leider sehr kurz ausgefallen.“

„Um gegen die übermächtige und hausinterne Konkurrenz Lara Croft bestehen zu können, hätte es schon etwas mehr sein müssen. Fans von Action-Adventures, die noch nicht so große Erfahrung haben und denen Rätsel- und Sprungeinlagen à la Tomb Raider zu kompliziert erscheinen, ist Akuji – The Heartless aber wärmsten zu empfehlen.“

“With Crystal Dynamics’ forthcoming Soul Reaver looking so promising, we were hoping that Akuji the Heartless would also be pretty hot. Unfortunately Akuji doesn’t seem to have had anywhere near the same amount of attention paid to it by its creators, and has ended up as nothing more than a pretty standard 3D platform game.”

„Nachdem das kommende Soul Reaver von Crystal Dynamics so vielversprechend aussah, hofften wir, dass Akuji the Heartless ähnlich heiß sein würde. Leider scheint Akuji nicht annähernd die gleiche Aufmerksamkeit von seinen Entwicklern erhalten zu haben und ist am Ende nichts weiter als ein ziemlich gewöhnliches 3D-Jump-’n’-Run.“